# エマ・グリアン
エマ・アンナ＝マリア・グリアン・トレガロ（Emma Anna-Maria Green Tregaro、1984年12月8日 - ）は、走高跳を専門とする、スウェーデンの陸上競技選手。ヨーテボリ（イェーテボリ）東部ベルフォン（Bergsjön）出身。2005年世界陸上競技選手権大会で銅メダルを獲得する。また2008年の北京オリンピックスウェーデン代表であった。2010年ヨーロッパ陸上競技選手権大会で自己新記録となる2m01をマークして銀メダルを獲得した。

## 経歴
エマはスウェーデンのベルフォンに生まれ、母・マリア（Maria）、父・レナート（Lennart）、弟・エリック（Erik）の4人家族であった。2003年にギムナジウム（中等学校）を卒業、当時は地元・ヨーテボリで開催される2006年ヨーロッパ陸上競技選手権大会を目標に据えていた。2005年世界陸上競技選手権大会で自己ベストを更新する1m96を跳び、銅メダルに輝いた。
2010年7月1日、エマはほぼ5年ぶりに自己ベストを更新、1m98を記録してソレントゥナ・グランプリ（Sollentuna GP）で優勝した。そのわずか1か月後の8月1日にはスペイン・バルセロナで開かれたヨーロッパ陸上競技選手権大会にて5分間で2度の自己ベストを更新した。1度目の記録は、1m99、2度目の記録は2m01だった。これはエマにとって初めての2m台突破の瞬間であり、ブランカ・ブラシッチに次ぐ価値ある銀メダルであった。同月にはヨーテボリで開かれたフォルクサム・グランプリ（Folksam Grand Prix）に出場、1m95で優勝した。
世界のトップレベルの高跳選手でありながら、スウェーデンの100m、200m、走幅跳のトップ選手であり、三段跳でもスウェーデンの上位成績を残している。

## 親族
ヤニック・トレガロ（Yannick Tregaro）はエマのトレーナーであり、2011年3月に結婚し、夫となった。ヤニックは走高跳選手のカイサ・ベリークヴィスト、三段跳選手のクリスチャン・オルソンのコーチを務めた。いとこのニック・グリアン（Nicke Green）はロック歌手である。

## 主な試合成績
※特記しない限り、走高跳の成績。
| 年               | 大会                               | 開催地                     | 順位              | 記録             |
| スウェーデン代表 | スウェーデン代表                   | スウェーデン代表           | スウェーデン代表  | スウェーデン代表 |
| ---------------- | ---------------------------------- | -------------------------- | ----------------- | ---------------- |
| 2002             | 世界ジュニア選手権                 | ジャマイカ・キングストン   | 9位               |                  |
| 2003             | ヨーロッパジュニア選手権           | フィンランド・タンペレ     | 3位               |                  |
| 2005             | ヨーロッパ室内選手権               | スペイン・マドリード       | 8位               |                  |
| 2005             | ヨーロッパU23選手権                | ドイツ・エアフルト         | 2位               |                  |
| 2005             | 世界陸上                           | フィンランド・ヘルシンキ   | 3位               | 1m96             |
| 2006             | 世界室内選手権                     | ロシア・モスクワ           | 14位 （予選通過） | 1m90             |
| 2006             | ヨーロピアン・カップ               | スペイン・マラガ           | 5位（200m）       |                  |
| 2006             | ヨーロッパ選手権                   | スウェーデン・ヨーテボリ   | 11位（走高跳）    |                  |
| 2006             | ヨーロッパ選手権                   | スウェーデン・ヨーテボリ   | 5位（4 x 100mR）  |                  |
| 2007             | ヨーロッパ室内選手権               | イギリス・バーミンガム     | 9位（予選通過）   | 1m87             |
| 2007             | 世界陸上                           | 日本・大阪                 | 7位               | 1m94             |
| 2007             | IAAFワールドアスレチックファイナル | ドイツ・シュトゥットガルト | 8位               |                  |
| 2008             | 世界室内選手権                     | スペイン・バレンシア       | 13位（予選通過）  | 1m86             |
| 2008             | オリンピック                       | 中国・北京                 | 9位               | 1m96             |
| 2009             | ヨーロッパ・チーム選手権           | ポルトガル・レイリア       | 5位               |                  |
| 2009             | 世界陸上                           | ドイツ・ベルリン           | 7位               | 1m96             |
| 2010             | 世界室内選手権                     | カタール・ドーハ           | 5位               | 1m94             |
| 2010             | ヨーロッパ選手権                   | スペイン・バルセロナ       | 2位               | 2m01             |
| 2011             | 世界陸上                           | 韓国・大邱                 | 11位              | 1m89             |
| 2012             | 世界室内選手権                     | トルコ・イスタンブール     | 9位（予選通過）   | 1m92             |
| 2012             | オリンピック                       | イギリス・ロンドン         | 8位               | 1m92             |
| 2013             | 世界陸上                           | ロシア・モスクワ           | 5位               | 1m97             |
| 2014             | 世界室内選手権                     | ポーランド・ソポト         | 5位               | 1m9４            |

## 個人記録
- 走高跳
  - 室内 – 1m98cm
  - 屋外 – 2m01cm
- 走幅跳
  - 屋外 – 6m41cm
- 三段跳
  - 屋外 – 13m39cm
- 100m
  - 屋外 – 11秒58
- 200m
  - 屋外 – 23秒02
- 4 x 100mリレー
  - 屋外 – 44秒53

## 参考資料
- “EAA – Emma Green's biography”. 2012年3月13日閲覧。
- www.friidrott.se Results DB